# Međunarodna astronomska unija
Međunarodna astronomska unija (MAU; engl. International Astronomical Union, IAU; fr. Union astronomique internationale, UAI) je organizacija koja ujedinjuje nacionalne astronomske organizacije iz svih delova sveta. MAU je u svetskoj naučnoj zajednici priznata kao ustanova odgovorna za imenovanje zvezda, planeta, asteroida i drugih nebeskih tela i pojava.
U radne grupe spada, između ostalih, i Radna grupa za imenovanje u planetarnom sistemu (engl. Working Group for Planetary System Nomenclature — WGPSN), koja je odgovorna za imenovanje asteroida i planeta.
MAU je odgovorna i za izdavanje Astronomskih telegrama, iako ih ona sama ne vodi. Minor Planet Center (MPC), središte za sva neplanetna i nesatelitska tela u Sunčevom sistemu, takođe deluje pod okriljem MAU-a.
MAU je osnovana 1919, spajanjem različitih međunarodnih projekata, među kojima su „Nebeska karta“ (fr. Carte du Ciel), „Sunčeva unija“ (engl. Solar Union) i Međunarodni biro za vreme (fr. Bureau International de l'Heure). Prvi predsednik je bio Benžamen Belo. 
MAU danas povezuje 12.664 pojedinačnih članova — profesionalnih astronoma, uglavnom doktora nauka, te 79 nacionalnih organizacija koje sarađuju s MAU-om. Među njima je i Društvo astronoma Srbije.
Aktuelni predsednik je Ewine Dishoeck iz Holandije.

## Spoljašnje veze
- Međunarodna astronomska unija